# Kaakfysiotherapie
Kaakfysiotherapie is een verbijzondering binnen de paramedische zorg. De medische naam ervoor is orofaciale fysiotherapie (os = mond, facies = gezicht).
De termen orofaciaal, craniomandibulair (cranium = schedel, mandibula = onderkaak) en temporomandibulair (os temporale= slaapbeen) worden door elkaar heen gebruikt. Omdat de laatste twee termen meer het kaakgewricht aanduiden, is het raadzaam om deze term te reserveren voor klachten betreffende het kaakgewricht. Vroeger werden klachten binnen het orofaciale gebied ook wel aangeduid met de term ‘het Costen-syndroom’, echter deze term is verouderd en niet meer gangbaar.

## Toepassing
De orofaciaal fysiotherapeut richt zich op klachten binnen het gehele hoofd-/halsgebied tot en met de schoudergordel. Te denken valt bijvoorbeeld aan hoofdpijn, tandenknarsen, tandklemmen, beperkte mondopening. Door de klachten in kaart te brengen kan de behandelaar adviseren, begeleiden en samen met de cliënt een behandelplan opstellen om de klachten te verminderen of te elimineren. De orofaciaal fysiotherapeut werkt in overleg met huisarts, tandarts, kaakchirurg, orthodontist en psycholoog.

## Opleiding en registratie
Orofaciale fysiotherapie is een post-academische opleiding. Na het volgen van de bachelor-opleiding tot fysiotherapeut kan deze de opleiding musculoskeletale revalidatie volgen met als uitstroomprofiel orofaciale fysiotherapie. Deze deeltijdopleiding wordt gegeven aan de Hogeschool van Arnhem en Nijmegen, duurt drie jaar en leidt tot het behalen van een mastergraad.
Hierna heeft een algemeen fysiotherapeut voldoende competenties om patiënten met orofaciale klachten te onderzoeken en behandelen. Masters kunnen zich laten registreren in het register van het Koninklijk Nederlands Genootschap voor Fysiotherapie (KNGF) en de Nederlandse vereniging van Orofaciale Fysiotherapie (NvOF).